# Соф’їно (Нижньогородська область)
Соф’їно (рос. Софьино) — присілок в Бутурлинському районі Нижньогородської області Російської Федерації.
Населення становить 12 осіб. Входить до складу муніципального утворення робітниче селище Бутурлино.

## Історія
Від 2009 року входить до складу муніципального утворення робітниче селище Бутурлино.

## Населення
| 2002 | 2010 |
| ---- | ---- |
| 26   | ↘12  |